# Wyk auf Föhr
Wyk auf Föhr, Wyk (dolnoniem. De Wyk, De Wiek; północnofryz. Wik, a Wik) – miasto uzdrowiskowe w Niemczech położone na północnofryzyjskiej wyspie Föhr na Morzu Północnym. Administracyjnie leży w kraju związkowym Szlezwik-Holsztyn, w powiecie Nordfriesland, jest siedzibą urzędu Föhr-Amrum.

## Geografia
Wyk auf Föhr leży w południowo-wschodniej części wyspy Föhr. Mimo że miasto na stałe zamieszkiwane jest przez niespełna 4 500 osób, to w sezonie liczba mieszkańców przekracza 20 000. Główne źródło dochodów miejscowości stanowi turystyka. Miasto jest administracyjnym, handlowym i usługowym ośrodkiem dla mieszkańców wysp Föhr i Amrum.

## Historia

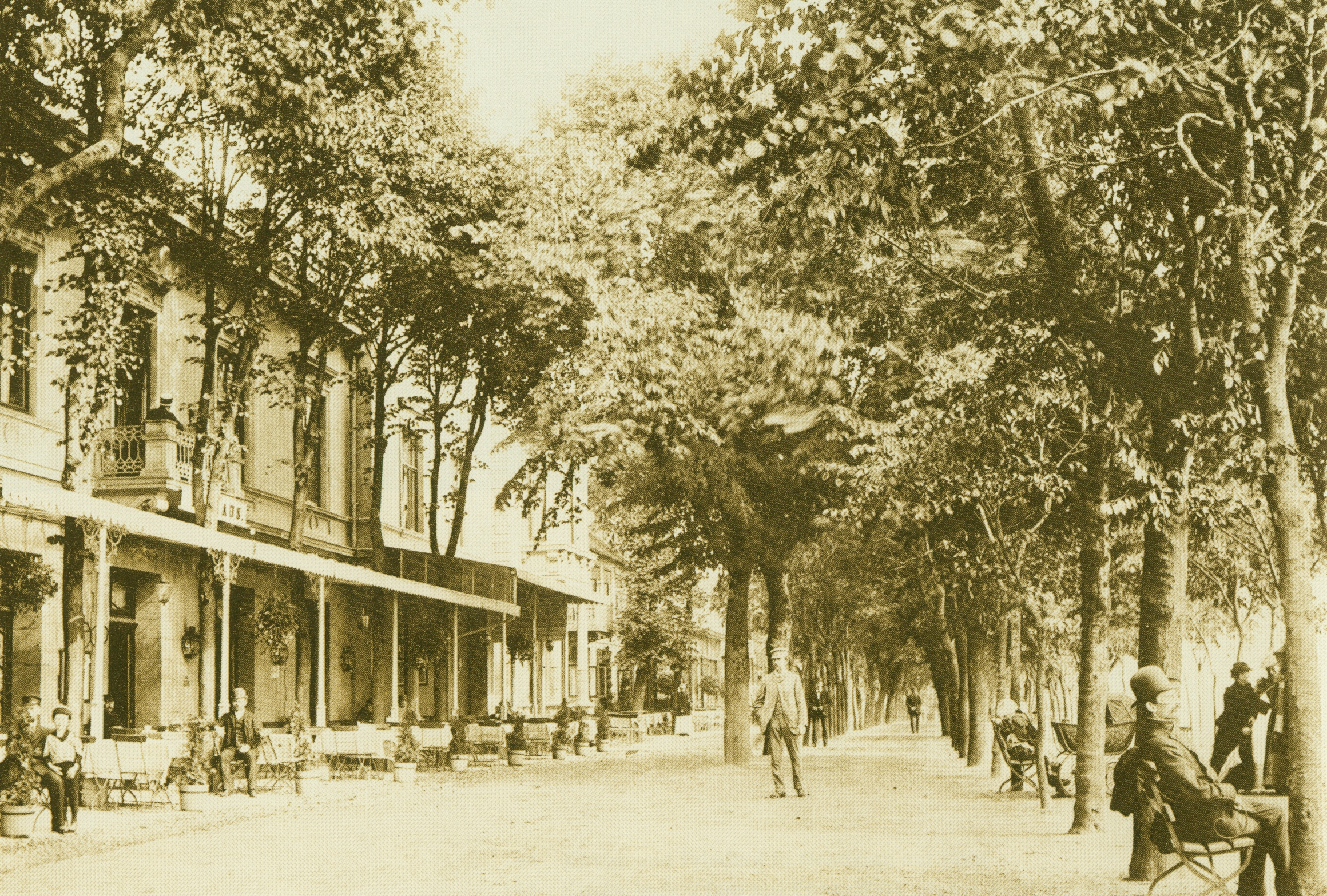
Promenada nadmorska, 1895

Od 1704 roku funkcjonuje port Wyk auf Föhr. W 1819 roku utworzone zostało tu pierwsze w Szlezwiku-Holsztynie uzdrowisko. Początkowo cieszyło się niewielkim zainteresowaniem, lecz liczba kuracjuszy systematycznie wzrastała. Do wzrostu popularności kurortu przyczyniły się między innymi wizyty króla Danii Chrystiana VIII Oldenburga, który w latach 1842–1847 przybywał tu na odpoczynek.
W 1910 roku Wyk auf Föhr otrzymał prawa miejskie.

## Turystyka

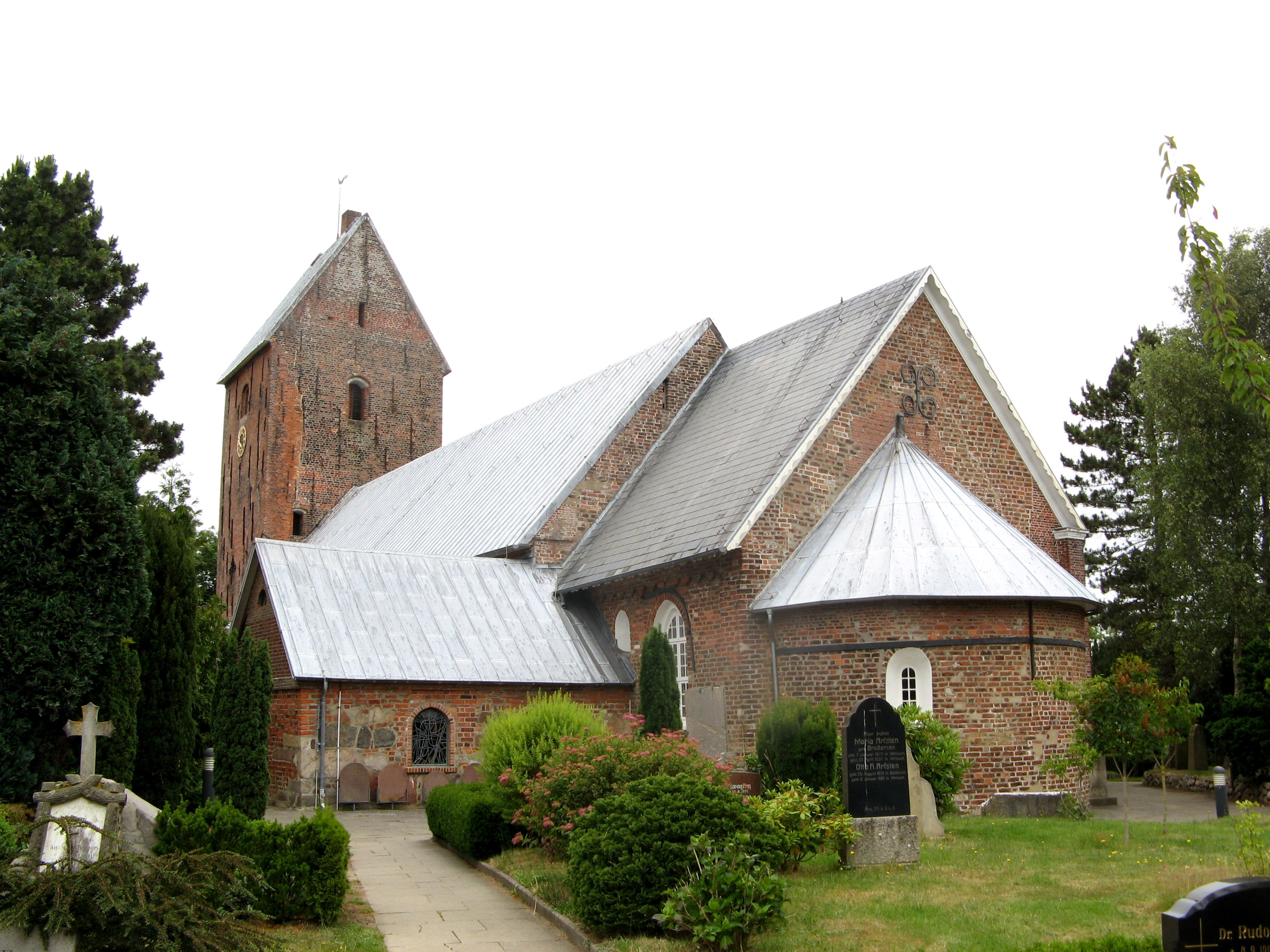
Kościół Św. Mikołaja

Ze względu na walory uzdrowiskowe i liczne atrakcje Wyk auf Föhr jest odwiedzany przez turystów przez cały rok. W roku 2002 miasto należało do największych ośrodków turystycznych Szlezwiku-Holsztynu: odwiedzone zostało przez ponad 46 tys. turystów (0,7% stanowili turyści spoza Niemiec). Obecnie miasto dysponuje prawie pięcioma tysiącami miejsc noclegowych.
Do największych atrakcji turystycznych miejscowości należy uznawana za najpiękniejszą w Niemczech promenada nadmorska Sandwall z widokiem na Morze Północne i Wyspy Północnofryzyjskie.

## Zabytki i atrakcje turystyczne
- latarnia morska
- romański kościół Świętego Mikołaja (St. Nikolai) z XIII wieku.
- Muzeum Fryzyjskie (Friesenmuseum).

## Osoby

### Urodzeni w Wyk auf Föhr
- Stine Andresen (1849–1927) – poetka
- Knud Broder Knudsen (1912–2000) – polityk
- Hans von Storch (1949) – meteorolog
- Olaf Jürgen Schmidt (1971)– dziennikarz

### Związani z miastem
- Carl Haeberlin (1870–1954) – założyciel Muzeum Fryzyjskiego (Friesenmuseum)
- Heidrun Hesse (1951–2007) – profesor filozofii, zmarła w Wyk auf Föhr

### Honorowi obywatele
- Ernst von Prittwitz und Gaffron (1833–1904) – pruski generał

## Współpraca
- Mittenwald, Bawaria
- Stepnica, Polska[2]